# Gruszewo
Gruszewo (niem. Grüssow) – wieś sołecka w północno-zachodniej Polsce położona w województwie zachodniopomorskim, w powiecie białogardzkim, w gminie Białogard. W latach 1975–1998 wieś należała do województwa koszalińskiego. W roku 2007 wieś liczyła 205 mieszkańców.

## Geografia
Wieś leży ok. 6 km na południowy zachód od Białogardu, przy drodze z Białogardu do Rąbina, ok. 1,5 km od stacji kolejowej w Czarnowęsach. Założenie przypomina swym kształtem krzyż, jedną oś stanowi droga, przy której zlokalizowana jest kolonia mieszkalna. Drugą poprzeczną stanowi podwórze gospodarcze w kształcie prostokąta podzielone na dwie części. Wokół obu części podwórza gospodarczego zlokalizowane są budynki gospodarcze. Nieco dalej od założenia i zabudowań wsi malowniczo położona była część rezydencjonalna.

## Toponimia
Nazwa wsi wskazuje na pochodzenie z łużyckiego i oznacza drzewo gruszę.

## Historia
Gruszewo było starym lennem rodziny Hechthausen. W pierwszej poł. XVIII wieku majątek przeszedł w ręce rodziny Münchow. Następnie w roku 1741 król Fryderyk II nadał Gruszewo rodzinie Kemke. Oni sprzedali majątek Fryderykowi Wilhelmowi von Grolman. W wieku XIX posiadłość często zmieniała właścicieli: von Massow od 1804 r., Kruger od 1823 r., Bugenhagen od 1849 r. (potomkowie Jana Bugenhagena. W 1884 r. wieś otrzymał za zasługi w wojnach pruski generał August von Werder, który cztery lata później tutaj umiera. W roku 1910 jako właściciel figuruje Frau von Schaumann. Ogólna powierzchnia majątku wynosiła wtedy 899 ha, z tego grunty orne 485 ha, łąki 105 ha, pastwiska 56 ha, lasy 233 ha, nieużytki 20 ha. W 1928 roku dziedziczką posiadłości była Ilse von Schaumann z domu von Werder. W roku 1939 w miejscowości mieszka 377 osób. W czasie II wojny światowej Niemcy utworzyli we wsi podobóz pracy przymusowej obozu jenieckiego Stalag II D.
Po II wojnie światowej majątek upaństwowiono. Przez krótki czas stacjonowali wojska rosyjskie. Następnie utworzono PGR. Od 1 lipca 1971 roku Gruszewo stanowiło Zakład Rolny w ramach Kombinatu Państwowego Gospodarstwa Rolnego Stanomino. Od 1992 roku Zakład został przekazywany do zasobów Agencji Własności Rolnej Skarbu Państwa.

## Zabytki
Do wojewódzkiego rejestru zabytków wpisana jest:
- ruina pałacu[4], z początku XIX wieku[5], nr rej. 370 z 27 marca 1964 r. Pałac w stylu angielskiego neogotyku dwukondygnacyjny z wieloboczną basztą w południowo-wschodnim narożu, z parterowym tarasem od południa i tarasem na piętrze w narożu południowo-zachodnim. Układ wnętrz amfiladowy. Wzniesiono go najprawdopodobniej dla zamożnej rodziny szlacheckiej Bugenhagenów, która kupiła majątek w 1849 r. Położony był w odległości około 1 km od wsi, na wzniesieniu w otoczeniu parku, z aleją dojazdową do pałacu. Od południa park styka się z lasem. Pałac miał powierzchnię użytkową ok. 600 m2, kubatura ok. 4500 m3, 30 izb mieszkalnych, 10 innych pomieszczeń, 22 piwnice. Obok pałacu znajdował się grobowiec byłych właścicieli. W 1945 r. obiekt został zdewastowany przez stacjonujące tu wojska rosyjskie.

inne zabytki
- stajnia znajdowała się w bezpośrednim pobliżu pałacu, po której pozostały tylko fragmenty fundamentów. W jednej części podwórza położony był dom zarządcy, istnieje przypuszczenie, iż był to wcześniejszy dwór. Dalej aż do samej szosy znajdywała się obora z warsztatem, obora wykonana była z cegły i posiadała wieżyczkę z zegarem. W narożniku obok domu zarządcy stoi była stajnia i cielętnik. W części drugiej podwórza gospodarczego znajdowała się stodoła. Zachodnią krawędź zamyka dom mieszkalny, a przy południowej istnieje fragment magazynu owczarni.
- budynki dawnej szkoły i kuźni, znajdowały się również we wsi.

## Przyroda
Na zespół parkowo-pałacowy składa się ruina pałacu oraz 15-hektarowy park dworski z dwoma stawami (częściowo bez wody), położony na wzniesieniu - dominuje nad miejscowością. W parku na szczególną uwagę zasługują:
- dąb bezszypułkowy
- daglezja zielona o obw. 420 cm
- jesion wyniosły o obw. 300 cm
- jodła pospolita
- świerk pospolity
- tulipanowiec amerykański

Wiek drzewostanu szacuje się na 150 – 200 lat. Zespół parkowy obecnie stanowi integralną całość z lasami Nadleśnictwa Białogard rozciągający się w kierunku wschodnim i południowo-wschodnim.
W runie dominuje bluszcz, barwinek, konwalia i gnieźnik leśny. Rośnie tutaj również ekspansywny, groźny dla człowieka kenofit – barszcz Sosnowskiego.
W parku istnieją dwa nieczynne cmentarze ewangelickie, założone w XIX wieku:
- o pow. 0,40 ha
- o pow. 0,03 ha.

Aleje:
- przy drodze do Stanomina, po jej obu stronach rośnie grupa drzew objętych ochroną w wieku od 300 do 500 lat: 15 dębów o obw. 300-561 cm oraz 20 buków o obw. 200-510
- o długości 3860 m, na którą składają się lipy drobnolistne, jesiony wyniosłe, klony zwyczajne
- po obu stronach drogi z Dębczyna do Gruszewa o długości 2890 m, drzewa o obw. 215-320 cm takie jak: lipa drobnolistna, klon zwyczajny i jesion wyniosły
- o długości 1000 m z dębów szypułkowych zlokalizowana wzdłuż śródpolnej drogi do Łęczna
- od strony drogi Rąbino – Białogard do parku prowadzi aleja lip drobnolistnych.

W okolicy występują torfowiska niskie.

## Turystyka
Przez Gruszewo wiodą dwa lokalne szlaki turystyczne:
- Szlakiem parków, dworów i pałaców - motorowy, nieoznaczony
- Szlak krajobrazy i parki Gminy Białogard – rowerowy.

Wzniesienie Świerkowiec (96,3 m n.p.m.) to pagórek kemowy w okolicy wsi.

## Osoby związane z miejscowością
- August von Werder (ur. 1808  – zm. 1888) – pruski generał, zmarł w Gruszewie

## Kultura i sport
W miejscowości jest świetlica wiejska.
W 2007 roku założono we wsi Ludowy Zespół Sportowy "Markus" Gruszewo, należący do Gminnego Zrzeszenia LZS.

## Komunikacja
W Gruszewie znajduje się przystanek komunikacji autobusowej.